# Ширяево (Самарская область)
Ширя́ево — село в Самарской области Российской Федерации. С 1 января 2006 года входит в состав городского округа Жигулёвск.

## География
Село находится в Самарской области, на правом берегу Волги, в пределах Жигулёвского заповедника им. И. Спрыгина и национального парка «Самарская Лука», в широкой долине у Жигулевских гор.
В Ширяеве есть 2 основные горы — Монастырская и Попова, где расположена смотровая площадка.
Расстояние до районного центра Жигулёвск — 34 км, до областного центра Самара — 25 км, до столицы Москва — 862 км, до аэропорта Курумоч — 13 км.

## Название
Исконное название села — Ширяев Буерак — связано с размерами долины, в которой находится село. «Ширяй» означает ширь, простор; «буерак» — овраг. Ширяевский овраг — самое большое подобное образование Самарской Луки, его протяжённость около 35 км. Возможно, топоним происходит от личного имени — «Ширяй». В источниках именуется также Ширяев Буерак, деревня Ширяева, Ширяевка, село Ширяевское, село Богоявленское.

## Население
| Год  | Число дворов | Число жителей | Примечания                                           |
| ---- | ------------ | ------------- | ---------------------------------------------------- |
| 1646 | 25           | 82 (муж. п.)  |                                                      |
| 1719 |              | 80 (муж. п.)  |                                                      |
| 1780 |              | 57            | Ревизских душ, помещиковых крестьян                  |
| 1859 | 65           | 493           | есть православная часовня                            |
| 1897 | 146          | 813           | 1 церковь, 1 школа грамоты                           |
| 1900 | 139          | 751           |                                                      |
| 1913 | 168          | 1576          | Церковь, шк., извест. завод Г. С. Ванюшина, пристань |
| 2010 |              | 487           |                                                      |

## История
Метрика села начинается с Ширяева Буерака (оврага) 1628 года при царе Михаиле Фёдоровиче, где селились беглые крестьяне из Центральной Руси.

Первое упоминание о селении Ширяево в исторических документах относится к 1643—1645 годам. Описание окрестностей села в Жигулях можно найти в записках голландского живописца и путешественника Корнелиса де Бруина, увидевшего эти места в мае 1703 года. В его книге есть строки: «В 9 часов, поворотив к юго-западу, заметили справа равнину между высоких гор, а затем селение, лежащее в 20 верстах от Самары. Наши люди выходили туда за продовольствием, и река в этом месте была очень широка».
В Ширяевском Буераке с 1643 года имел свои владения самарский дворянин Михаил Филитов, данные ему за службу. В переписной книге Самарского уезда в 1646 года в деревне Ширяев Буерак значилось 25 дворов, в них проживало 82 человека мужского рода. По первой ревизии 1719 года в селе насчитывалось 80 душ мужского пола, принадлежащих нескольким помещиками, в основном из рода Филитовых: Филитовым, Каракозовым, Антоновым. По третьей ревизии 1763 года владельцами крепостных в селе были: М. Б. Сколкова, А. П. Филитов, Н. А. Антонова, С. Е. Натопоркин, А. П. Шипилова.
В 1767 году фаворит Екатерины II Григорий Григорьевич Орлов и его младший брат Владимир Григорьевич были в числе сопровождающих императрицу во время её путешествия по Волге от Твери до Симбирска. Императрица подарила Ширяево своему фавориту и с 1768 года эти земли стали частью поместья графа Орлова-Давыдова.
В 1780 году при административно-территориальном делении Российской империи село Богоявленское Ширяево из Сызранского уезда вошло в состав Самарского уезда Симбирского наместничества.
В 1796 году село вошло в состав Самарского уезда Симбирской губернии.
В 1851 году при создании Самарской губернии село вновь вошло в состав Сызранского уезда Симбирской губернии.
В 1859 году сельцо Ширяев-Буерак (Богоявленское) в составе 1-го стана Сызранского уезда Симбирской губернии.
В 1861 году село вошло в состав Рождественской волости.
Летом 1870 года Фёдор Васильев отправился в поездку на Волгу, сопровождая уже известного к тому времени художника Илью Репина, который в тот период работал над своей будущей картиной «Бурлаки на Волге». Вместе с ними в этом путешествии приняли участие художник Евгений Макаров и музыкант Василий Репин, младший брат Ильи Репина. Начав путешествие в Твери, к июню они были уже в районе Ставрополя (также известного как Ставрополь-Волжский или Ставрополь-на-Волге), где они провели несколько месяцев в селе Ширяево.
В 1885 году в селе Ширяев Буерак была построена деревянная тёплая часовня, которая в 1894 году была преобразована в храм во имя Святителя и Чудотворца Николая .
На 1913 год рядом с селом действовали: Известковый завод Г. С. Ванюшина (в «Липовой поляне») и Каменоломни Г. С. Ванюшина («Попова Гора»).
В 1928 году село вошло в состав Сызранского района Сызранского округа Средне-Волжской области (с 1930 — Средне-Волжского края, с 1935 — Куйбышевского края, с 1936 — Куйбышевской области).
Начиная с 1929 года до середины 1930-х годов на основании Инструкции ВЦИК и СНК СССР от 4.11.1926 г. «О выборах в Советы» и на основании Постановления ЦИК и СНК СССР от 1.02.1930 г. на «спецпоселение» в село Ширяево ссылали семьи репрессированных кулаков. По рассказам местных жителей, ссыльные жили в бараках, некоторые из них работали в штольнях и на известковых заводах «Ширяевец», «Богатырь» и «Бурлак». В 1930—1950-е годы большинство репрессированных трудились в колхозе им. Крупской.
С 1937 года по 10 августа 1957 года село относилось к Молотовскому району с непосредственным подчинением Куйбышевскому облисполкому, затем был переименован в Волжский район.
В 1946—1950 годах в Ширяеве располагалось несколько бараков с иностранными военнопленными трудармии, которые работали на прокладке дороги и строительстве объектов.
В 1959 году в Самарской Луке организовывается Жигулёвский заповедник площадью 17 588 га тянувшийся на 50 км от Усинского залива до Ширяево.
1 сентября 2000 года село Ширяево посетил Президент России В. В. Путин. Он осмотрел дом-музей Репина и оставил запись в книге отзывов, пообщался с работниками музея и жителями села.
11 июня 2007 года в Самарскую область прибыла делегация Шведской королевской академии инженерных наук, в составе которой находился король Швеции Карл XVI Густав. 12 июня делегация посетила село Ширяево. Членов шведской делегации интересовали влияние экологов на формирование местного и федерального законодательства, экологическое воспитание школьников, взаимодействие общественных организаций с органами власти. В селе Ширяеве гости посетили дом-музей И. Репина, поднялись на Попову гору, где король Швеции дал интервью детской эколого-краеведческой программе «ЛукАморье» жигулёвского телевидения.
В июне 2013 года село посетила немецкая рок-группа Rammstein.
С 20 июня 2021 года Ширяево вошло в «Ассоциацию самых красивых деревень России».

###### Старые фото Ширяево
- Старое фото.
- Попова гора. (1918).
- Мельница Ванюшина.
- Завод "Богатырь", 1932 г.
- Каменоломни. 1918 г.
- Штольни в селе Ширяево. 1918 г.
- Заводы Ванюшина у Поповой горы. 1918 г.
- Погрузка камня на баржи.
- Рабочие на заводе Ванюшина. 1918 г.
- Ширяево. 1918 г.
- Попова гора, завод Ванюшина. 1918 г.

## Достопримечательности

### Музейно-историческая экскурсия
Музейный комплекс образован из дома-музея Репина, дома-музея Ширяевца и усадьбы Вдовина. Открытие комплекса состоялось 12 июня 2007 года. В Ширяево появились памятник Репину, этнографическая экспозиция, поэтическая площадка, новые выставочные залы. Для организации разнообразного отдыха туристов разработаны специальные маршруты — пешеходные, конные и велосипедные. Действуют причал для приема волжских круизных теплоходов, небольшой пляж, организованы экскурсии в штольни на Поповой горе и к святому источнику «Каменная чаша».

###### Дом-музей Репина
В 1870 году три молодых художника — Илья Репин, Фёдор Васильев и Евгений Макаров — и брат Репина музыкант Василий провели в Ширяеве несколько месяцев, о чём художник написал в книге «Далёкое близкое»: «Что всего поразительней на Волге — это пространства. Никакие наши альбомы не вмещали непривычного кругозора».
Непосредственно в Ширяеве Репин делал наброски к картине «Бурлаки на Волге». В своём дневнике он писал:

Первый же мой рисунок с группы детей на берегу окончился скандалом. Дети были довольны, получив по пятачку за своё смирное сидение, но сбежавшиеся матери пришли в ужас; они поколотили детей и заставили их бросить деньги, и только отпетые бурлаки соглашались позировать за полкварты.

Многие исследователи и историки пытались отыскать дом в селе Ширяеве (бывший Ширяев буерак), где жил Репин, крестьянскую усадьбу Ивана Алексеева, о которой художник так подробно вспоминал в письме к самарскому городскому голове П. В. Алабину и в книге «Далёкое близкое».
В 1970-х годах ширяевская пенсионерка, бывшая учительница Александра Фёдоровна Португальская решила найти, как она называла, «репинский домик». Она провела длительный и кропотливый поиск среди самых старых жителей Ширяева, многим из которых было от 80 до 90 лет. Все они показывали домик № 14 по Советской улице. О своей находке А. Ф. Португальская несколько лет писала в многочисленные советские инстанции, в отделения охраны памятников Куйбышевской (Самарской) области, вплоть до Москвы, до Министерства культуры Российской Федерации, пытаясь добиться решения о сохранении дома и организации в нём музея. И когда, наконец, всё было точно выяснено и установлено, Самарский художественный музей в 1976 году приобрёл дом Алексеевых с участком. В процессе реставрации была восстановлена крестьянская усадьба с хозяйственными постройками и крытым двором. В мемориальной избе большая часть брёвен сохранилась с репинских времён. В доме сохранились подлинные вещи Алексеевых: резная деревянная кровать, небольшое зеркало в простой резной раме. Подлинными были и наличники на некоторых окнах. Множество предметов крестьянского быта, включая развалившуюся телегу, как на одном рисунке Репина, воссоздают место обитания крестьянской семьи села Ширяева второй половины XIX века. Предполагалось, что Дом-музей И. Е. Репина воссоздаст облик крестьянской усадьбы, создаст особую атмосферу, в которой жили и работали художники. Определиться с оформлением отдельных частей усадьбы помогали произведения искусства того времени и, в частности, картины и рисунки Репина и Васильева. Амбар — точное воспроизведение амбара на рисунке И. Е. Репина «Двор Буянихи» (1870). Фрагменты крытого двора и стены у огорода интерпретируют детали картины Ф. А. Васильева «Деревенский двор» (1868—1869).
В 1870 году передняя часть избы Алексеевых делилась на две части перегородкой, которая была восстановлена во время реставрации. Рядом с ней около окна поставили мольберт и копию картины «Шторм на Волге», написанной той осенью в Ширяеве. При таком положении совпали линия горизонта на картине и в пейзаже за окном, подтвердилось, что именно с этого места Репин писал своё знаменитое произведение.
Непременными атрибутами дома, в котором обосновались художники, являются кисти и подрамники, этюдник и множество горных трав и цветов в деревенских горшках… В этом — особая атмосфера музея И. Е. Репина.
Почти тридцать лет вместе с директором Самарского художественного музея А. Я. Басс и музейными работниками занималась проблемами создания и реставрации Дома-музея И. Е. Репина заведующая отделом культуры города Жигулёвска Клавдия Степановна Казаринова. В 1977 году появился и первый научный сотрудник, собиратель коллекции для будущей усадьбы — учитель истории ширяевской школы Л. Н. Кабаева.
26 августа 1990 года состоялось открытие Дома-музея Ильи Ефимовича Репина в селе Ширяеве.
Сотни людей собрались на деревенской улице на большой праздник. Во время церемонии начался сильный дождь. Дождь не прекращался до конца дня, и первые репинские гости увидели Ширяево в пасмурную погоду. Художник в своё время писал, что в пасмурные дни «естественная красота жизни реальной впервые открывалась нам своей неисчерпаемой перспективой красивых явлений».
В 1994 году, в год 150-летия со дня рождения И. Е. Репина в Самарском художественном музее родилась новая традиция. Ежегодно 5 августа, в день рождения живописца, к музею собираются жители села, гости из Самары, Жигулёвска, Тольятти, других городов и районов области. Звучат русские народные песни, выступают солисты и хоры, играют на гармони, танцуют. Актёры представляют композиции на темы репинских воспоминаний, разыгрывают яркие сцены из жизни художников 1870 года, и появляются перед зрителями «молодые Илья Репин и Фёдор Васильев», крестьяне и бурлаки.
Перед музеем Репина развёрнута этнографическая экспозиция, в которой представлены образцы русской деревянной резьбы, колодцы, телеги, лодки.

С 1999 по 2015 год в Ширяево и его окрестностях проводилась Ширяевская биеннале современного искусства.
- Илья Ефимович Репин  «Шторм на Волге» (1870).
- «Ширяев буерак» (1870).
- «Рыбачьи сети. Ширяево».
- «Девочки. Неоконченный эскиз».
- И. К Айвазовский «Волга у Жигулевских гор», 1887 г.
- Фёдор Васильев «Вид на Волге. Барки», 1870 г.
- Макаров, Евгений Кириллович «Бурлак», 1870 г.
- Лентулов, Аристарх Васильевич «Закат на Волге».
- Эскиз к картине «Бурлаки на Волге», 1870 г.
- Эскиз к картине «Бурлаки на Волге».
- Эскиз к картине «Бурлаки на Волге».
- Бурлаки, идущие вброд.

###### Дом-музей поэта Александра Ширяевца
В 1887 году в Ширяеве родился Александр Васильевич Абрамов, русский поэт, писатель, драматург, известный как Александр Ширяевец. Красота родной природы, величественная Волга, древние Жигули, овеянные былями и легендами, сформировали характер Александра и, навсегда оставшись в его сердце, вдохновляли его творчество. В 1898 году он окончил с похвальным листом церковно-приходскую школу в Ширяеве и поступил в Самарское второе городское училище. В 1902 году из-за тяжёлого материального положения после смерти отца был вынужден оставить учёбу и начать работать. В 1905 году вместе с матерью переехал в Среднюю Азию, где до 1922 года работал чиновником почтово-телеграфного ведомства в Ташкенте, Бухаре и Ашхабаде и стал известен под псевдонимом Ширяевец. Своим литературным именем он обозначил неразрывную связь со своей малой родиной. Литератор Н. С. Власов-Окский, друживший с Ширяевцем в последние годы его жизни, писал: «Поэт-поволжанин, живя даже в столице, выглядел поволжанином: грузные сапоги, кожаная фуражка, какие носят волжские матросы (зимою широкая шапка-боярка), с изрядным запасом скроенное пальто — всё напоминало волжский простор».
Близким другом Ширяевца был поэт Сергей Есенин, который назвал Ширяевца «Баюном Жигулей и Волги». В мае 1921 года Есенин приезжал к Ширяевцу в Ташкент, а в следующем году тот сам, оставив Туркестан, переехал в Москву. После неожиданной скоропостижной смерти Ширяевца предположительно от менингита, Есенин посвятил ему в 1924 году стихотворение «Мы теперь уходим понемногу» (Памяти Ширяевца), завещал себя похоронить «с Шуркой милым» на Ваганьковском кладбище, что было исполнено. Сергей Есенин мечтал об издании произведений Ширяевца и памятнике ему. «Очевидно, речь шла о настоящем памятнике-монументе, которого вполне заслуживает Ширяевец», — писал Семён Фомин.
«Только собрав и напечатав его песни, пьесы и рассказы, можно будет показать, какой это был большой подлинный поэт. И когда „по широкому раздолью Волги“ книга придёт в Ширяево, все эти Дуньки, Афони, Анисьи с удивлением узнают, что их друг Сашка Абрамов, их земляк, был творцом волжских песен и сказок — Александром Ширяевцем. И они поставят ему в Жигулях памятник и придут к нему в весенний день, когда поют соловьи, воркуют горлинки, и сыграют на сормовской гармонике раздольную песню».
«Вместе с Волгой песни пел», — писал о Ширяевце В. Львов-Рогачевский в статье «Поэт Поволжья».
Проведя 17 лет в Туркестане, Александр Ширяевец не забыл Ширяево, Волгу, Жигули. Родному селу он посвятил немало стихотворений, таких как «Не глядит на Волгу месяц», «Ширяево» и другие.
В 1978 году на родине поэта, в селе Ширяеве, в том доме, где он жил до 1900 года, был открыт музей народного быта, который в 2005 году был преобразован в Дом-музей поэта А. В. Ширяевца. Усадьба состоит из четырёхстенной избы, построенной в конце XIX века, каменного сарая с погребицей и лёгких построек. До приобретения дома в собственность художественным музеем здесь жила одна из долгожительниц Ширяева Екатерина Егоровна Ионова. Её муж, Фёдор Максимович Ионов, был ровесником Ширяевца и в детстве ходил с ним на рыбалку. В доме сохранена историческая целостность убранства. Все, за немногим исключением, представленные здесь основные предметы обстановки не были привнесены сюда после организации музейной экспозиции, но происходят именно из этого дома. Уроженец Куйбышева (Самары), художник, профессор Российской академии художеств и частый гость Ширяево М. Ю. Шаньков вспоминал: «…осенью, в Ширяеве, сижу, пишу музейный интерьер Абрамовых, где маленький Саша родился, будущий поэт, друг Есенина, сродный Пушкину не только именем и ремеслом, но и количеством тридцати семи отпущенных на земле лет. Тут, в избе, все предметы, мне кажется, вобрали в себя живой дух недавно ушедших людей: и расписной иконный угол, заботливо обвитый белым полотенцем с кружевными концами, и синий деревянный сундук, крест-накрест обитый полосами железа, и зингеровская швейная машинка, чёрной кошкой выгнувшая спину, и обеденный стол с самоваром, и трогательные фотографии над окном, и коробочка ходиков над другим, с навечно вросшими в циферблат стрелками».
Экспозиция музея является выставкой крестьянского быта села Ширяева рубежа XIX—XX веков — времени, когда здесь родился и провёл раннее детство будущий поэт. Уникальной особенностью интерьера этого дома являются росписи масляной краской на божнице и двух шкафчиках в виде цветочного орнамента. Судя по особенностям живописи, эти росписи были сделаны в конце XIX — начале XX века работниками передвижной артели мастеров с Урала.
В 2007 году на территории усадьбы было сооружено бревенчатое здание фондохранилища, в котором развёрнута выставка документальных материалов, посвящённая жизни и творчеству поэта Ширяевца.
Ежегодно 2 апреля в музее отмечается день рождения Ширяевца, проводятся вечера поэзии А. Ширяевца, с 2017 года в первую субботу после 15 мая (дня кончины поэта) проводится Концерт-фестиваль «Русь в моём сердце поёт!», посвящённый Александру Ширяевцу.
А накануне дня рождения С. А. Есенина с 1976 года ежегодно проводятся «Есенинские чтения».

###### Усадьба Вдовиных
В «Белом доме» — усадьбе Вдовиных, построенной в 1910 году — четыре выставочных зала. В двух из них размещены этнографическая экспозиция и копии работ художников, бывавших в Ширяеве (Ильи Репина, Фёдора Васильева, Евгения Макарова, Аристарха Лентулова, Ивана Шишкина, Ивана Айвазовского, Сергея Иванова). Два других зала предназначены для персональных выставок современных художников.

## Галерея
- Обелиск в честь Победы в Великой Отечественной войне
- Комплекс известкового завода Г. С. Ванюшина: дымовая труба
- Часовня-Каменная чаша
- Жигули рядом с Ширяевым, вид на Попову гору
- Памятный камень заводу Г. С. Ванюшина «Ширяевец»
- Ширяевские штольни
- Ширяевские штольни
- Памятник горнодобытчикам
- Ширяевский крест на Монастырской горе
- Комплекс известкового завода Г. С. Ванюшина: дымовая труба и памятный камень
- Памятник «Волжская Булгария»
- Бюст Ильи Репина, 2011 год
- Стела на въезде в село
- Памятник хану Котрагу (скульптор Д. Дишков, 2019 год), 2023 год

## Спорт
- В 2004—2006 годах в Ширяеве проводился зимний мотоциклетный слёт Snow Dogs.
- В 2005 году здесь состоялись первые в России гонки Унимото.
- С 2020 года в селе проходят Международные гонки на собачьих упряжках «Волга Квест» (Volga Quest)[29][30].